# Little Crosby
Little Crosby är en by i distriktet Sefton, i grevskapet Merseyside, i England. Byn är belägen 12 km från Liverpool. Little Crosby var en civil parish 1866–1932 när blev den en del av Great Crosby. Civil parish hade 1 097 invånare år 1931. Little Crosby var ett distrikt 1894–1932 när blev den en del av Great Crosby.